# Tarifa

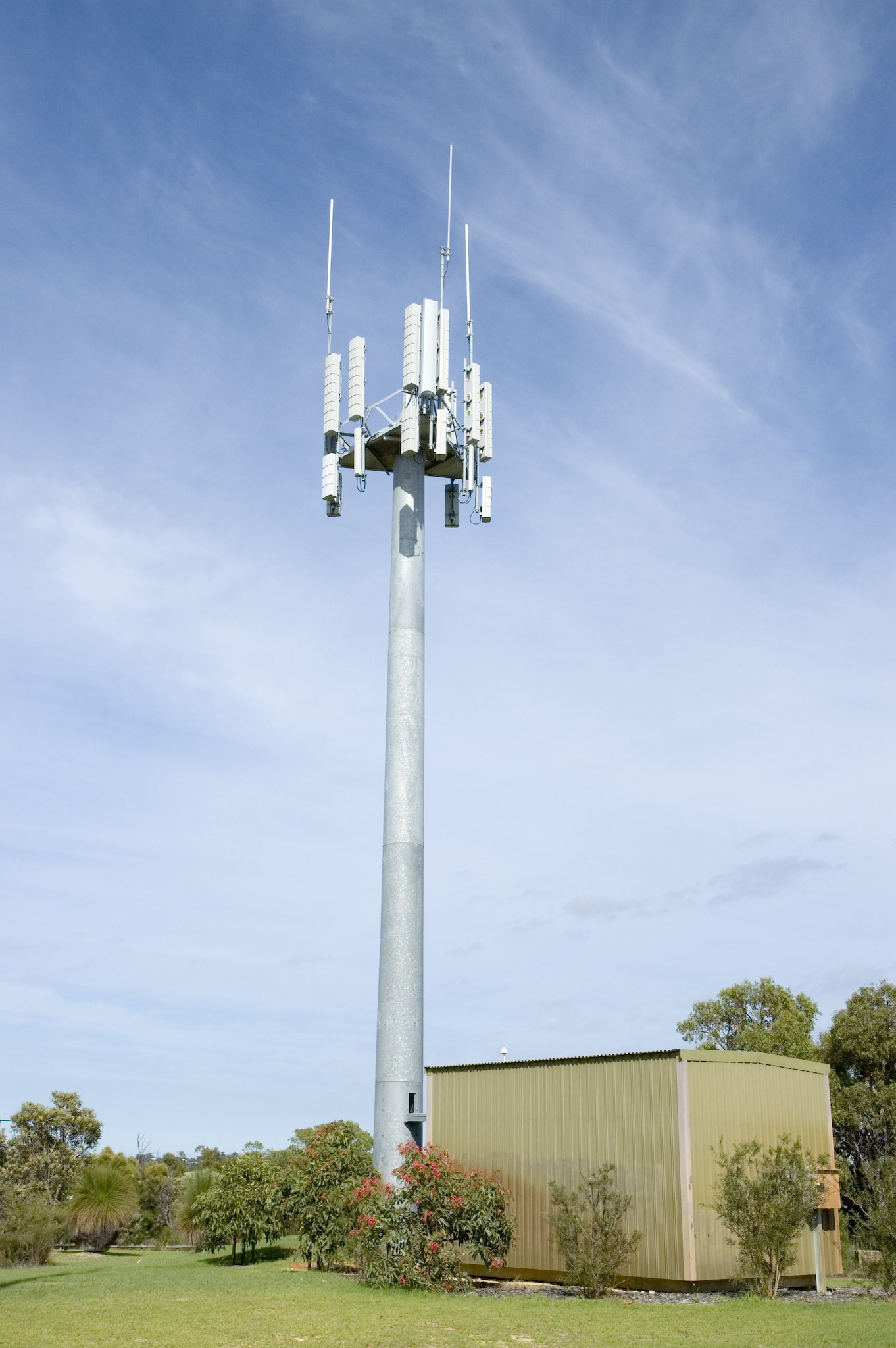
Estação de telefonia na Austrália: a telefonia é um exemplo de serviço que cobra tarifa.

Tarifa (do árabe ta'rif, "definição, explicação", através do catalão e do castelhano) é uma cobrança facultativa, a ser paga em dinheiro, em decorrência da utilização de serviços públicos não essenciais, feita indiretamente pelo estado, através de empresas privadas que prestam serviços em nome do mesmo. Exemplos de tarifas são as referentes ao correio, transporte, telefone, fornecimento de água, recolhimento de esgoto, fornecimento de gás natural etc.

## Preço público
Alguns autores consideram a tarifa uma espécie de preço público, enquanto outros consideram a tarifa um sinônimo de preço público.

## Diferença entre taxa e tarifa
A tarifa é similar à taxa. Porém, ao contrário desta, não é um tributo, pois o seu pagamento não é obrigatório: paga-se a tarifa somente quando o serviço público é utilizado.